# Anthidium isabelae
Anthidium isabelae là một loài Hymenoptera trong họ Megachilidae. Loài này được Urban mô tả khoa học năm 2004.